# Jehan Daruvala
Jehan Daruvala (Mumbai, 1998. október 1. –) indiai autóversenyző. 2011-től 2018-ig a Sahara Force India junior programjának tagja volt, majd a csapat megszűnését követően 2020 és 2022 között a Red Bull Junior Team támogatta.

## Magánélete
Mumbai városában született, párszí szülők gyermekeként. Tanulmányait a Bombay Scottish Schoolban végezte. Édesapja a Shapoorji Pallonji Group vállalathoz tartozó Sterling & Wilson orvosa.

## Pályafutása

### Gokart
Daruvala tizenhárom éves korában gokartozással kezdte autóversenyzői pályafutását. 2011-ben Ázsiában bajnok lett, az európai bajnokságban pedig az összetett második helyén végzett.

### Formula Renault
2015-ben formulaautózásra váltott és a Fortec Motorsport színeiben a Formula Renault 2.0 bajnokságban indult. Az Észak-Európa-kupa 5. helyén végzett, de vendégversenyzőként néhány futamon rajthoz állt a Formula Renault 2.0 Alps, a Svájc, Olaszország és Ausztria versenypályáin bonyolított sorozatban is. 2016-ban az Észak-Európa-kupa 4. helyén végzett. 2016 novemberében úgy nyilatkozott, hogy a következő évben a Formula–3 Európa-bajnokságban szeretne indulni.

### Formula–3
2016 végén a Carlin Motorsport bejelentette szerződtetését a Formula–3 Európa-bajnokságba. Két szezont töltött a bajnokságban, 2017-ben az összetett 6., míg 2018-ban a pontverseny 10. helyén zárta az évet.
2019-ben a GP3 és a Formula–3 Európa-bajnokság egyesüléseként létrejött FIA Formula–3 bajnokságban versenyzett az olasz Prema Racing csapatával. Egészen az utolsó, Szocsi hétvégéig komoly esélyes volt a világbajnoki trófea elhódítására, azonban mivel csapattársa, Marcus Armstrong megnyerte a főversenyt és második lett a sprintfutamon és mivel ő csak ott a tizennegyedik lett, visszaesett az összetett 3. helyére.

### Formula–2
2020 februárjában korábbi csapata, a Carlin Motorsport bejelentette, hogy leigazolták a 2020-as FIA Formula–2 szezonra. Szeptember 17-én az orosz időmérőn csapattársa, Cunoda Júki mögött a második legjobb időt autózta, azonban a versenyen a 10. helyen végzett. November 28-án, Bahreinben megszerezte első dobogóját a sorozatban, amivel ő lett a 16. különböző versenyző a szezonban, aki felállhatott a pódiumra. Egy héttel később ugyanezen a helyszínen, december 6-án a sprintfutamon a második helyről startolhatott és a 25. körben nagy csatában volt Dan Ticktummal, majd megelőzte és átvette a vezetést, amit a leintésig tartott és ezzel első futamgyőzelmét aratta. A végelszámolást a 12. pozícióban zárta 72 ponttal.
2021. január 15-én a Red Bull bejelentette, hogy Daruvala marad a Carlin csapatánál a 2021-es kiírásra. A bahreini nyitány első sprintfutamán az utolsó körökben támadta Liam Lawsont, de végül a 2. helyen futott be. Május 22-én a monacói utcai pályán összeért Gianluca Petecoffal, aminek következtében megsérült az autója és kiállni kényszerült. Bakuban az első sprintversenyen a 11. körben csapattársa, Dan Ticktum előzte meg, így futott be 4. helyen. Silverstone-ban a második versenyen Bent Viscaallal ért össze és megsérült az első szárnya. Szeptember 11-én az olaszországi Monzában, a második sprintfutamon az első sorból várhatta a lámpák kialvását. A rajt után megelőzte David Beckmannt és átvette a vezetést, amit a leintésig tartott és ezzel megszerezte szezonbeli első futamgyőzelmét. Szocsiban a nyitóversenyen 3 körrel a vége előtt a Top5-ből forgott meg és egészen a 12. helyig esett hátra. A főfutamon Oscar Piastri mellől rajtolva, végül a 3. helyen ért célba. Az új dzsiddai utcai pályán a fordított mezőny után pole-ból startolt. Sokáig nagy csatát vívott Piastrival, amelyet elvesztett, később az 5. lett, azonban egy szabálytalan előzés miatt megbüntették. A szezonzáró hétvégén, abu-dzabiban a fordulónyitón rajt-cél győzelmet aratott. Az összetettben a hetedikként rangsorolták 113 egységgel. A pár nappal később megrendezendő teszteken korábbi csapata, a konstruktőri bajnok Prema Racing színeiben vett részt.

### Formula–1
2020 februárjában felvették a Red Bull Junior Teambe.
Nem sokkal a 2022-es Kanadai nagydíj után bejelentette, hogy a McLaren MCL35-ös kódjelű autóját fogja tesztelni a Silverstone Circuit-en. A szezon későbbi részén még több alkalommal is autóba ülhetett a gárda jóvoltából, privát teszteken.
2023 elején megerősítették, hogy három év után menesztik a Red Bull Junior Team-ből.

### Formula–E

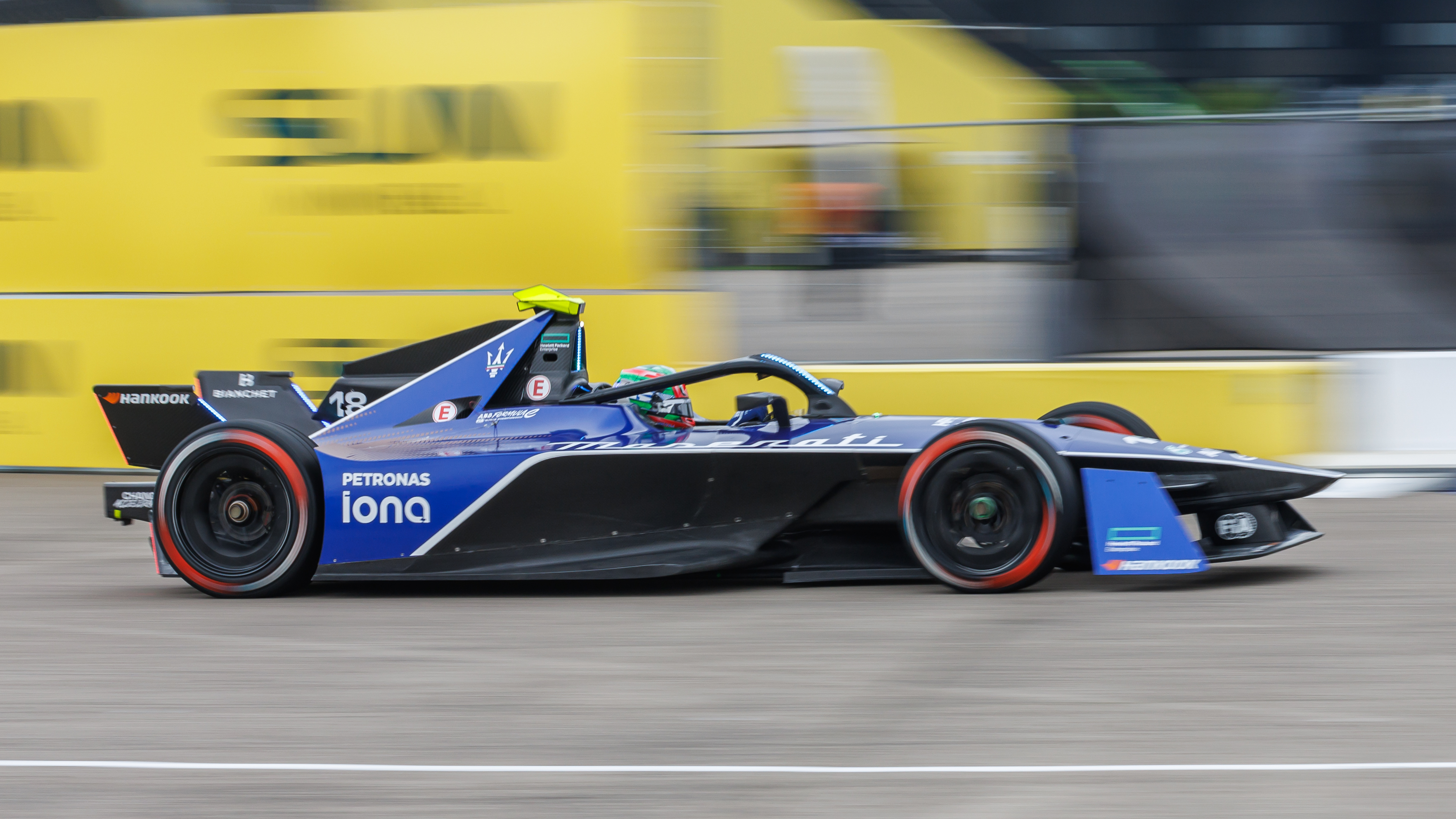
Daruvala a 2024-es berlini e-prixen.

2023 szeptemberében hivatalossá vált, hogy karrierjét a Formula–E-ben folytatja a Maserati MSG Racing színeiben. Debütáló versenyét mindössze a 16. helyen fejezte be. Első kiesését a harmadik verseny hozta Rijádban, ahol műszaki hiba miatt kellett kiállnia. Első pontjait az olaszországi Misano ePrix-en szerezte, kilencedikként ért célba. Monacóban is közel állt a pontszerzéshez, de problémái voltak a "Támadó mód " bevetésével, és a 20. helyre esett vissza. A berlini ePrix-en szerzett második és utolsó pontjaival, szezonbeli egyéni legjobb eredményét hozta. A versenyzők bajnokságában csak a 21. lett, 7 ponttal, míg csapattársa, Maximilian Günther 8. lett 73 egységgel.
Egyetlen szezon után elhagyta a csapatot, valamint a bajnokságot is.

## Eredményei

### Karrier összefoglaló
| Szezon  | Bajnokság                       | Csapat                | Verseny     | Győzelem    | Pole        | Leggyorsabb kör | Dobogós helyezés | Pont        | Helyezés    |
| ------- | ------------------------------- | --------------------- | ----------- | ----------- | ----------- | --------------- | ---------------- | ----------- | ----------- |
| 2015    | Formula Renault 2.0 NEC         | Fortec Motorsport     | 16          | 0           | 0           | 1               | 3                | 194,5       | 5.          |
| 2015    | Formula Renault 2.0 Alps        | Fortec Motorsport     | 7           | 0           | 1           | 0               | 2                | 0           | HN†         |
| 2015    | Formula Renault 2.0 Európa-kupa | Fortec Motorsport     | 7           | 0           | 0           | 0               | 0                | 0           | HN†         |
| 2016    | Formula Renault 2.0 Európa-kupa | Josef Kaufmann Racing | 15          | 0           | 1           | 0               | 1                | 62          | 9.          |
| 2016    | Formula Renault 2.0 NEC         | Josef Kaufmann Racing | 15          | 1           | 1           | 1               | 5                | 223         | 4.          |
| 2016    | Toyota Racing Series            | M2 Competition        | 15          | 3           | 1           | 3               | 6                | 789         | 2.          |
| 2017    | Formula–3 Európa-bajnokság      | Carlin                | 30          | 1           | 1           | 0               | 3                | 191         | 6.          |
| 2017    | Makaói nagydíj                  | Carlin                | 1           | 0           | 0           | 0               | 0                | —           | 10.         |
| 2017    | Toyota Racing Series            | M2 Competition        | 15          | 2           | 5           | 2               | 9                | 781         | 5.          |
| 2018    | Formula–3 Európa-bajnokság      | Carlin                | 30          | 1           | 1           | 1               | 5                | 136,5       | 10.         |
| 2018    | Makaói nagydíj                  | Carlin                | 1           | 0           | 0           | 0               | 0                | —           | 12.         |
| 2018    | GP3                             | MP Motorsport         | 2           | 0           | 0           | 0               | 0                | 0           | 26.         |
| 2019    | Formula–3                       | Prema Racing          | 16          | 2           | 1           | 2               | 7                | 157         | 3.          |
| 2020    | Formula–2                       | Carlin                | 24          | 1           | 0           | 0               | 2                | 72          | 12.         |
| 2021    | Formula–2                       | Carlin                | 23          | 2           | 0           | 1               | 5                | 113         | 7.          |
| 2021    | Formula–3 Ázsia-bajnokság       | Mumbai Falcons        | 15          | 3           | 2           | 3               | 8                | 192         | 3.          |
| 2022    | Formula–2                       | Prema Racing          | 27          | 1           | 0           | 2               | 8                | 126         | 7.          |
| 2022–23 | Formula–E                       | Mahindra Racing       | Tesztpilóta | Tesztpilóta | Tesztpilóta | Tesztpilóta     | Tesztpilóta      | Tesztpilóta | Tesztpilóta |
| 2023    | Formula–2                       | MP Motorsport         | 24          | 0           | 0           | 0               | 3                | 59          | 12          |
| 2023–24 | Formula–E                       | Maserati MSG Racing   | 16          | 0           | 0           | 1               | 0                | 8           | 21.         |

† Daruvala vendégversenyzőként nem volt jogosult pontszerzésre.

### Teljes Formula–3 Európa-bajnokság eredménysorozata
(Táblázat értelmezése)

(Félkövér: pole-pozícióból indult; dőlt: leggyorsabb kört futott) 

| Év   | Csapat | 1        | 2       | 3        | 4        | 5       | 6        | 7        | 8       | 9        | 10       | 11       | 12      | 13      | 14      | 15       | 16      | 17       | 18       | 19      | 20       | 21       | 22       | 23       | 24       | 25       | 26        | 27      | 28       | 29      | 30       | Helyezés | Pont  |
| ---- | ------ | -------- | ------- | -------- | -------- | ------- | -------- | -------- | ------- | -------- | -------- | -------- | ------- | ------- | ------- | -------- | ------- | -------- | -------- | ------- | -------- | -------- | -------- | -------- | -------- | -------- | --------- | ------- | -------- | ------- | -------- | -------- | ----- |
| 2017 | Carlin | SIL 1 10 | SIL 2 8 | SIL 3 6  | MNZ 1 2  | MNZ 2 8 | MNZ 3 9  | PAU 1 10 | PAU 2 9 | PAU 3 11 | HUN 1 3  | HUN 2 8  | HUN 3 9 | NOR 1 6 | NOR 2 4 | NOR 3 1  | SPA 1 4 | SPA 2 5  | SPA 3 5  | ZAN 1 9 | ZAN 2 16 | ZAN 3 14 | NÜR 1 6  | NÜR 2 10 | NÜR 3 5  | RBR 1 13 | RBR 2 5   | RBR 3 6 | HOC 1 5  | HOC 2 8 | HOC 3 20 | 6.       | 191   |
| 2018 | Carlin | PAU 1 Ki | PAU 2 6 | PAU 3 3‡ | HUN 1 13 | HUN 2 6 | HUN 3 11 | NOR 1 3  | NOR 2 6 | NOR 3 5  | ZAN 1 12 | ZAN 2 Ki | ZAN 3   | SPA 1   | SPA 2 3 | SPA 3 11 | SIL 1 9 | SIL 2 15 | SIL 3 12 | MIS 1 9 | MIS 2 Ki | MIS 3 9  | NÜR 1 Ki | NÜR 2 13 | NÜR 3 14 | RBR 1 10 | RBR 2 18† | RBR 3 7 | HOC 1 Ki | HOC 2 4 | HOC 3 Ki | 10.      | 136,5 |

† A versenyt nem fejezte be, de helyezését értékelték, mert a versenytáv több, mint 90%-át teljesítette.
‡ A versenyt félbeszakították, és mivel nem teljesítették a táv 75%-át, így csak a pontok felét kapta meg.

### Teljes FIA Formula–3-as eredménysorozata
(Táblázat értelmezése)

(Félkövér: pole-pozícióból indult; dőlt: leggyorsabb kört futott) 

| Év   | Csapat       | 1         | 2         | 3         | 4         | 5         | 6         | 7         | 8           | 9          | 10        | 11        | 12        | 13        | 14         | 15        | 16         | Helyezés | Pont |
| ---- | ------------ | --------- | --------- | --------- | --------- | --------- | --------- | --------- | ----------- | ---------- | --------- | --------- | --------- | --------- | ---------- | --------- | ---------- | -------- | ---- |
| 2019 | Prema Racing | ESP FEA 7 | ESP SPR 1 | FRA FEA 1 | FRA SPR 3 | AUT FEA 4 | AUT SPR 2 | GBR FEA 2 | GBR SPR 28† | HUN FEA 11 | HUN SPR 7 | BEL FEA 3 | BEL SPR 5 | ITA FEA 2 | ITA SPR 13 | RUS FEA 5 | RUS SPR 14 | 3.       | 157  |

† A versenyt nem fejezte be, de helyezését értékelték, mert a versenytáv több, mint 90%-át teljesítette.

### Teljes FIA Formula–2-es eredménysorozata
(Táblázat értelmezése)

(Félkövér: pole-pozícióból indult; dőlt: leggyorsabb kört futott) 

| Év   | Csapat        | 1           | 2           | 3           | 4          | 5          | 6          | 7           | 8          | 9           | 10         | 11          | 12         | 13         | 14         | 15         | 16         | 17         | 18         | 19         | 20         | 21         | 22          | 23         | 24         | 25        | 26        | 27         | 28         | Helyezés | Pont |
| ---- | ------------- | ----------- | ----------- | ----------- | ---------- | ---------- | ---------- | ----------- | ---------- | ----------- | ---------- | ----------- | ---------- | ---------- | ---------- | ---------- | ---------- | ---------- | ---------- | ---------- | ---------- | ---------- | ----------- | ---------- | ---------- | --------- | --------- | ---------- | ---------- | -------- | ---- |
| 2020 | Carlin        | AUT1 FEA 13 | AUT1 SPR 16 | AUT2 FEA 12 | AUT2 SPR 9 | HUN FEA 6  | HUN SPR 7  | GBR1 FEA 12 | GBR1 SPR 4 | GBR2 FEA 12 | GBR2 SPR 9 | ESP FEA 17  | ESP SPR 17 | BEL FEA 19 | BEL SPR 16 | ITA FEA 10 | ITA SPR 6  | MUG FEA 10 | MUG SPR 7  | RUS FEA 5  | RUS SPR 11 | BHR1 FEA 3 | BHR1 SPR Ki | BHR2 FEA 7 | BHR2 SPR 1 |           |           |            |            | 12.      | 72   |
| 2021 | Carlin        | BHR SP1 2   | BHR SP2 4   | BHR FEA 6   | MON SP1 11 | MON SP2 8  | MON FEA Ki | AZE SP1 4   | AZE SP2 3  | AZE FEA 7   | GBR SP1 12 | GBR SP2 19  | GBR FEA 10 | ITA SP1 9  | ITA SP2 1  | ITA FEA 5  | RUS SP1 12 | RUS SP2 T  | RUS FEA 3  | KSA SP1 10 | KSA SP2 14 | KSA FEA 11 | UAE SP1 1   | UAE SP2 7  | UAE FEA 11 |           |           |            |            | 7.       | 113  |
| 2022 | Prema Racing  | BHR SPR 2   | BHR FEA 12  | KSA SPR 7   | KSA FEA 3  | IMO SPR 2  | IMO FEA 9  | ESP SPR 4   | ESP FEA Ki | MON SPR 2   | MON FEA 8  | AZE SPR 2   | AZE FEA 4  | GBR SPR 8  | GBR FEA 7  | AUT SPR 11 | AUT FEA 12 | FRA SPR 2  | FRA FEA 7  | HUN SPR 17 | HUN FEA 11 | BEL SPR Ni | BEL FEA 20  | NED SPR 16 | NED FEA 10 | ITA SPR 3 | ITA FEA 1 | UAE SPR Ki | UAE FEA 13 | 7.       | 126  |
| 2023 | MP Motorsport | BHR SPR 6   | BHR FEA 17  | KSA SPR 3   | KSA FEA 3  | AUS SPR 17 | AUS FEA 6  | AZE SPR 14† | AZE FEA 14 | MON SPR 2   | MON FEA 13 | ESP SPR 19† | ESP FEA 14 | AUT SPR Ki | AUT FEA 10 | GBR SPR 11 | GBR FEA 6  | HUN SPR 5  | HUN FEA 11 | BEL SPR Ki | BEL FEA Ki | NED SPR 10 | NED FEA 17  | ITA SPR 17 | ITA FEA 7  | UAE SPR   | UAE FEA   |            |            | 12.      | 59   |

† A versenyt nem fejezte be, de helyezését értékelték, mert a versenytáv több, mint 90%-át teljesítette.

### Teljes Formula–E eredménysorozata
(Táblázat értelmezése)

(Félkövér: pole-pozícióból indult; dőlt: leggyorsabb kört futott) 

| Év      | Csapat              | 1      | 2      | 3      | 4      | 5      | 6      | 7     | 8      | 9      | 10    | 11     | 12     | 13     | 14     | 15     | 16     | Helyezés | Pont |
| ------- | ------------------- | ------ | ------ | ------ | ------ | ------ | ------ | ----- | ------ | ------ | ----- | ------ | ------ | ------ | ------ | ------ | ------ | -------- | ---- |
| 2023–24 | Maserati MSG Racing | MEX 16 | DIR 20 | DIR Ki | SAP 15 | TOK 17 | MIS Ki | MIS 9 | MON 20 | BER 17 | BER 7 | SHA 19 | SHA 17 | POR 16 | POR 12 | LON 18 | LON Ki | 21.      | 8    |

## További információ
- Hivatalos DriverDB honlapja